# Phalotris lativittatus
Espèce
Phalotris lativittatus  est une espèce de serpents de la famille des Dipsadidae.

## Répartition
Cette espèce est endémique du Brésil. Elle se rencontre entre 700 et 1 000 m d'altitude dans les États de São Paulo et de Santa Catarina.

## Publication originale
- Ferrarezzi, 1993 : Nota sobre o genero Phalotris com revisao do grupo nasutus e descricao de tres novas especies (Serpentes, Colubridae, Xenodontinae). Memórias do Instituto Butantan, vol. 55, no 1, p. 21-38.